# Flip-chip pin grid array

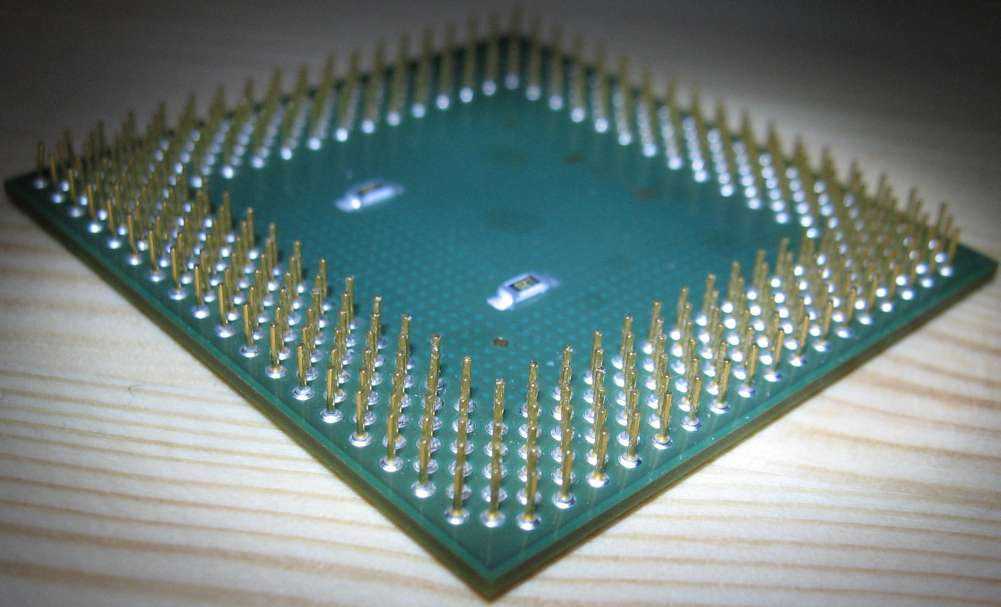
Microprocesseur dans un boîtier FCPGA

Un socket flip-chip pin grid array, ou FCPGA, permet de connecter un microprocesseur sur une carte mère. Le format FCPGA est une variation du format PGA, pin grid array, dans lequel la puce est retournée (flip-chip), permettant une meilleure dissipation thermique.